# Juhani Suutarinen
Taisto Juhani Suutarinen (ur. 24 maja 1943 w Uukuniemi) – fiński biathlonista, dwukrotny wicemistrz olimpijski, czterokrotny medalista mistrzostw świata.

## Kariera
W 1966 roku wystartował na mistrzostwach świata w Garmisch-Partenkirchen, gdzie zajął 22. miejsce w biegu indywidualnym i piąte w sztafecie. Blisko medalu był już na rozgrywanych cztery lata później mistrzostwach świata w Östersund, gdzie był czwarty w sztafecie. Czwarty w tej konkurencji był również podczas mistrzostw świata w Lake Placid w 1973 roku, zajmując jednocześnie szóste miejsce w biegu indywidualnym.
Największe sukcesy osiągnął mistrzostwach świata w Mińsku w 1974 roku, gdzie zdobył medale we wszystkich konkurencjach. Najpierw zwyciężył w biegu indywidualnym, wyprzedzając na podium o ponad minutę Rumuna Gheorghe Gârnițę i Tora Svendsbergeta z Norwegii. Dzień później był też najlepszy w sprincie, zostając jednocześnie pierwszym w historii mistrzem świata w tej konkurencji. Tym razem pozostałe miejsca na podium zajęli Günther Bartnik z NRD i Szwed Torsten Wadman. Ponadto wspólnie z Simo Halonenem, Heikkim Flöjtem i Heikkim Ikolą zdobył srebrny medal w sztafecie. Finowie w składzie: Henrik Flöjt, Simo Halonen, Juhani Suutarinen i Heikki Ikola zdobyli też złoty medal w tej konkurencji podczas rozgrywanych rok później mistrzostw świata w Anterselvie. W pozostałych konkurencjach Suutarinen plasował się jednak poza czołową trzydziestką.
Jego olimpijskim debiutem były igrzyska w Grenoble w 1968 roku. Wystąpił tam tylko w składzie sztafety, w której Finowie zajęli piątą pozycję. Na rozgrywanych cztery lata później igrzyskach olimpijskich w Sapporo razem z Esko Sairą, 
Heikkim Ikolą i Maurim Röppänenem zdobył srebrny medal w sztafecie. W biegu indywidualnym zajął 30. miejsce. Brał też udział w igrzyskach olimpijskich w Innsbrucku w 1976 roku, gdzie wraz z Henrikiem Flöjtem, Esko Sairą i Heikkim Ikolą ponownie zajął drugie miejsce w sztafecie. Rywalizację indywidualną tym razem ukończył na 13. miejscu.
Tylko raz wystąpił w zawodach Pucharu Świata: 15 stycznia 1978 roku w Ruhpolding wraz z kolegami zajął trzecie miejsce w sztafecie. Nigdy nie wystąpił w zawodach indywidualych tego cyklu.
Był pięciokrotnym mistrzem kraju: w biegu indywidualnym w latach 1966 i 1970 oraz w sztafecie w latach 1970, 1971 i 1974.

## Osiągnięcia

### Igrzyska olimpijskie
| Rok  | Miejscowość | Konkurencje | Konkurencje | Konkurencje | Konkurencje | Konkurencje | Konkurencje | Konkurencje |
| Rok  | Miejscowość | IN          | SP          | PU          | MS          | RL          | MR          | SR          |
| ---- | ----------- | ----------- | ----------- | ----------- | ----------- | ----------- | ----------- | ----------- |
| 1968 | Grenoble    | –           | nd.         | nd.         | nd.         | 5.          | nd.         | –           |
| 1972 | Sapporo     | 30.         | nd.         | nd.         | nd.         | 2.          | nd.         | –           |
| 1976 | Innsbruck   | 13.         | nd.         | nd.         | nd.         | 2.          | nd.         | –           |

### Mistrzostwa świata
| Rok  | Miejscowość            | Konkurencje | Konkurencje | Konkurencje | Konkurencje | Konkurencje | Konkurencje | Konkurencje |
| Rok  | Miejscowość            | IN          | SP          | PU          | MS          | RL          | MR          | SR          |
| ---- | ---------------------- | ----------- | ----------- | ----------- | ----------- | ----------- | ----------- | ----------- |
| 1966 | Garmisch-Partenkirchen | 22.         | nd.         | nd.         | nd.         | 5.          | nd.         | –           |
| 1970 | Östersund              | 10.         | nd.         | nd.         | nd.         | 4.          | nd.         | –           |
| 1971 | Hämeenlinna            | 23.         | nd.         | nd.         | nd.         | –           | nd.         | –           |
| 1973 | Lake Placid            | 6.          | nd.         | nd.         | nd.         | 4.          | nd.         | –           |
| 1974 | Mińsk                  | 1.          | 1.          | nd.         | nd.         | 2.          | nd.         | –           |
| 1975 | Anterselva             | 32.         | 33.         | nd.         | nd.         | 1.          | nd.         | –           |
| 1976 | Anterselva             | nd.         | 40.         | nd.         | nd.         | nd.         | nd.         | –           |
| 1977 | Vingrom                | –           | 20.         | nd.         | nd.         | –           | nd.         | –           |

### Puchar Świata

#### Miejsca w klasyfikacji generalnej
| Sezon     | Miejsce |
| --------- | ------- |
| 1977/1978 | -       |

#### Miejsca na podium chronologicznie
Suutarinen nigdy nie stanął na podium indywidualnych zawodów PŚ.